# De Verleiders Female
De verleiders female was een theater/cabaret show over feminisme in Nederland in het theaterseizoen 2019-2020, door Jelka van Houten, Susan Visser, Stephanie Louwrier, Gusta Geleijnse en Eva Marie de Waal/Dunya Khayame. Producent van de voorstelling was Bos Theaterproducties en de regie werd gedaan door Tom de Ket.
De naam van de show is een knipoog naar het mannelijke theatergezelschap De verleiders. 

## Onderwerpen
De voorstelling behandelt verschillende onderwerpen van het feminisme: de maatschappelijke rolverdeling in Nederland, de Bechdeltest, de genderdiscriminerende gezondheidszorg, de MeToo-beweging, het glazen plafond en de loonkloof. De uitspraken in de show worden onderbouwd met statistieken uit gerenommeerde Nederlandse media.

## Ontvangst
De voorstelling werd gematigd ontvangen: genuanceerd noemt de Theaterkrant de voorstelling "een geestig en indringend pleidooi voor meer gelijkheid en een fluïde samenleving, maar mist subtiliteit." De Volkskrant complimenteert de humor enerzijds, maar noemt de voorstelling verder "een vergaarbak aan vrouwendingetjes". 